# Puruándiro (kommun)
Puruándiro är en kommun i Mexiko.   Den ligger i delstaten Michoacán de Ocampo, i den centrala delen av landet, 260 km väster om huvudstaden Mexico City.
Följande samhällen finns i Puruándiro:
- Puruándiro
- Isaac Arriaga
- Manuel Villalongín
- San Lorenzo
- Las Letras
- Chamacuero
- San José del Reparo
- La Soledad de Santa Ana
- Los Reyes
- La Barranca
- Las Sanguijuelas
- Las Tortugas
- Sabino Buenavista
- Nuevo Progreso
- San Miguel
- San Pedro
- La Cofradía
- Piedras Anchas
- El Pueblito
- El Armadillo
- El Rodeo de las Rosas
- La Higuera
- San Isidro de la Cuesta